# Abdoul Mbaye
Abdoul Mbaye (Dakar, 13 de abril de 1953) es un político senegalés.
Mbaye estudió en la Universidad de Dakar, HEC Paris y la Universidad de París 1 Panthéon-Sorbonne. Después de terminar sus estudios, trabajó en el Banco Central de África Occidental desde 1976. Mbaye había sido Primer Ministro de Senegal bajo el presidente Macky Sall desde el 5 de abril de 2012, sucediendo a Souleymane Ndéné Ndiaye. Fue liberado el 1 de septiembre de 2013.